# اودا جوشو
اودا جوشو (به ژاپنی: 織田 常昌); (زمان تولد و مرگ نامشخص) یک سامورایی در دوره موروماچی و از اهالی ژاپن بود. وی سر خاندان خاندان اودا به‌شمار می‌آید. در برخی از منابع اودا جوشو (織田 常昌) با اودا جوشو (織田常松) نام دیگر اودا نوری‌نوبو (織田教信) نخستین شوگودای (معاون فرماندار) از خاندان ایواکورا اودا (ایسه نو کامی) که بر چهار بخش بالایی ولایت اُواری تسلط داشت، یکسان دانسته شده‌است.
در  شجره‌نامه‌ای که در کتاب تاریخی شینچو کوکی برای  اودا نوبوناگا ساخته شده،  ادعا می‌شود که وی از نسل اودا جوشو است  و اودا جوشو نهمین نسل از تایرا نو چیکازانه ذکر شده‌است. بنابراین روایت پدر چیکازانه تایرا نو سوکه‌موری نام داشت. سوکه‌موری پس از شکست خاندان تایرا در نبرد دان نو اورا به همراه برادر کوچکترش هاراکیری کرد. بنا بر روایت‌ها همسر وی که در این زمان باردار بود پس از مرگ وی، پسری بنام تایرا نو چیکازانه/ اودا چیکازانه را در ولایت اومی، بخش تسودا، به دنیا آورده و خود در این ولایت ازدواج مجدد کرده‌است و پس از مدتی چیکازانه به نحوی به فرزندخواندگی کاهن یک معبد در ولایت اچیزن در آمده است.
اودا جوشو کاهن معبد تسورگی/ معبد اودا در ولایت اچیزن (شمال استان فوکوئی کنونی) بود که به فرماندار (شوگو) این ولایت، شیبا یوشی‌شیگه خدمت می‌کرد. هنگامیکه شیبا یوشی‌شیگه به  سمت فرمانداری ولایت اواری منصوب شد، اودا جوشو را نیز به عنوان معاون فرماندار (شوگودای) انتخاب کرد و اودا جوشو به همراه خانواده خود به ولایت اُواری رفتند و در این ولایت ساکن شدند.